# Violare de domiciliu (film)
Violare de domiciliu este un film românesc din 2015 regizat de Sînziana Nicola. Rolurile principale au fost interpretate de actorii Cătălina Moga, Rolando Matsangos.

## Distribuție
Distribuția filmului este alcătuită din:
- Andrei Șerban
- Emil Mandanac
- Cătălina Ana Maria Moga
- Rolando Matsangos